# Mellah

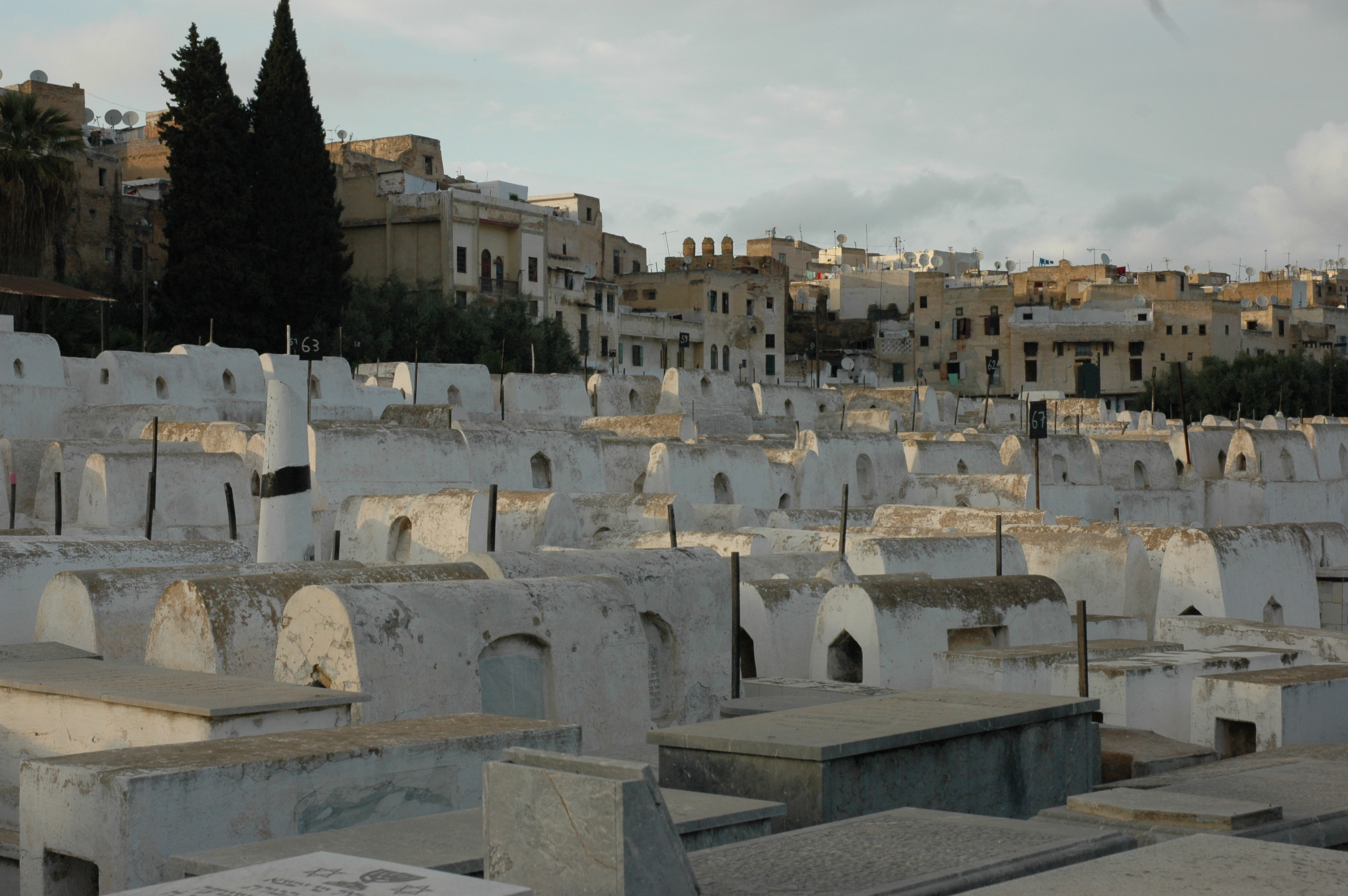
O mellah e cemitério judeu de Fez

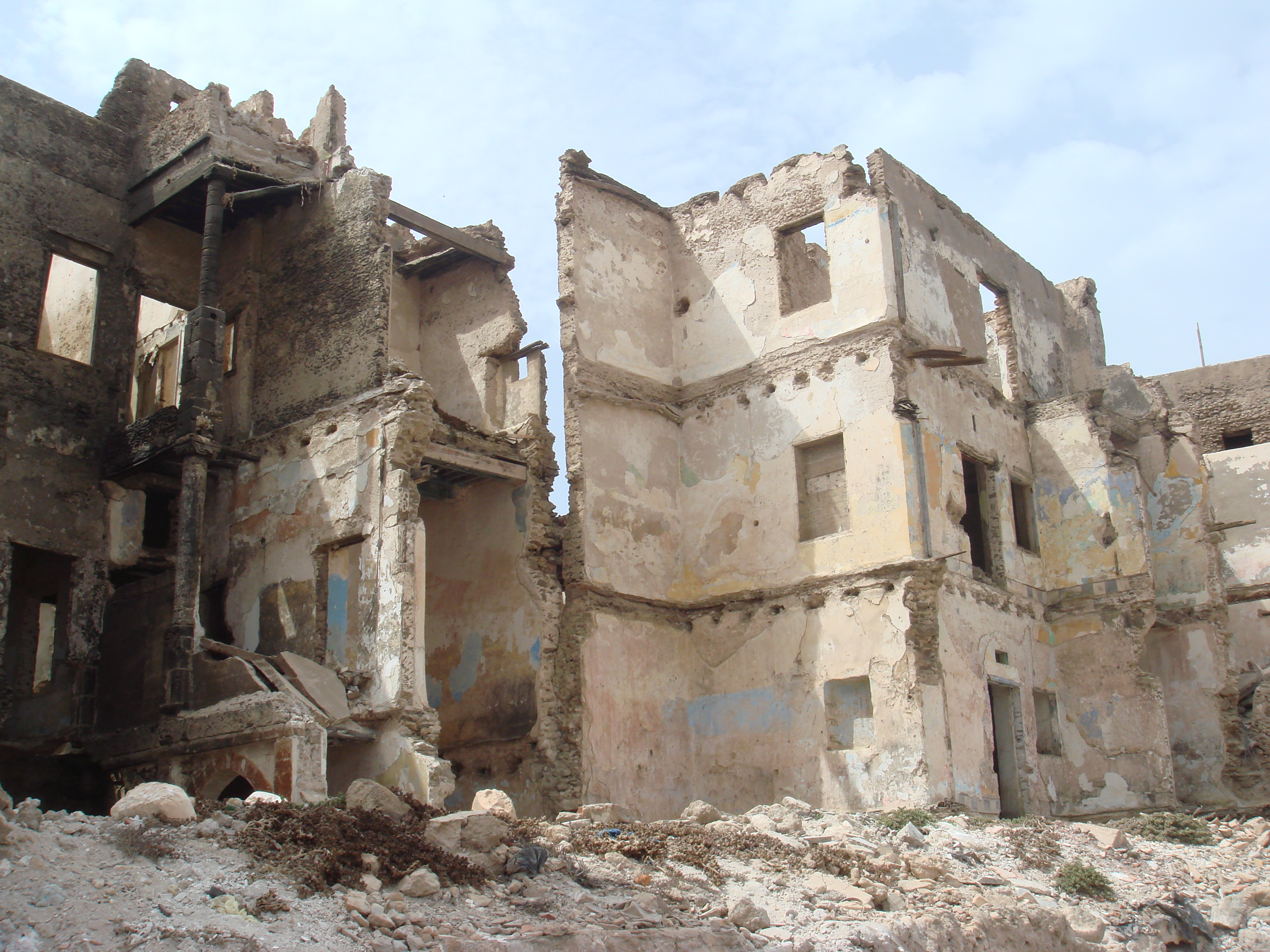
Ruínas no mellah de Essaouira

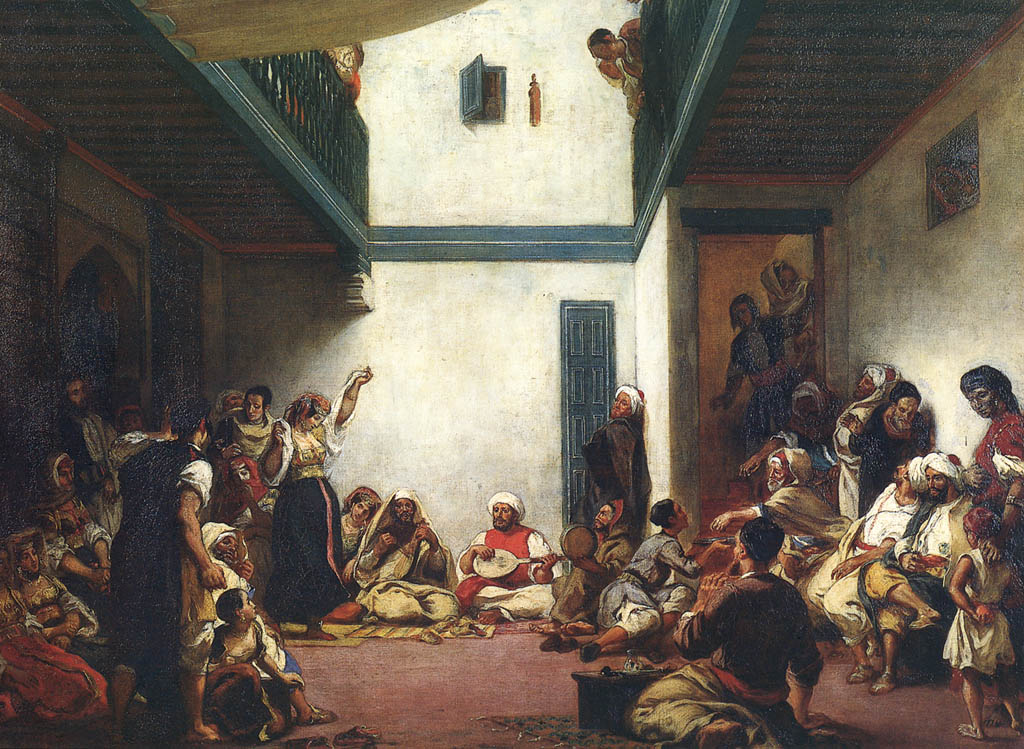
Casamento judeu em Marrocos, numa pintura de Eugène Delacroix

Mellah ou melá (em árabe: ‏ملاح‎) é o nome usado em Marrocos para designar um bairro de judeus amuralhado de uma cidade. É um conceito similar ao das judiarias ibéricas e aos guetos da generalidade da Europa. Nas zonas rurais, onde é comum uma certa dispersão nos povoados, que frequentemente eram tradicionalmente um conjunto de ksars (alcáceres), cada um de seu clã ou tribo, os mellahs eram autênticas aldeias separadas habitadas exclusivamente por judeus. 
Nas cidade, o mellah estava rodeado por uma muralha com uma porta fortificada. Em geral, os seus habitantes desempenhavam um papel importante na economia local. Os mellahs situavam-se junto ao palácio real ou à residência do governador, para assim ser mais fácil proteger os seus habitantes dos distúrbios recorrentes.
A população judia de Marrocos começou a ser confinada em mellahs no início do século XV, um processo que se intensificou a partir do início do século XIX. Atualmente, e desde os anos 1950 e 1960, todos os mellahs se encontram abandonados ou encontram-se ocupados por não judeus.

## História

### Século XV
A aparição de um mellah num porto do Golfo Pérsico, no relato de uma viagem à China supostamente feita por Jacob de Ancona em 1271, publicado em 1997 por Davis Selbourne em The City of Light, foi identificado como um evidente anacronismo por parte dos críticos do livro, que classificam tal relato como um enganoso.
O primeiro mellah oficial foi criado na cidade de Fez em 1438. Durante a primeira metade do século XV, os merínidas fundaram junto a Fez a cidade de Hims, no ocal conhecido como al-Mallah (a salina), onde inicialmente foram instalados os archeiros da milícia cristã. Em 1438, os judeus foram deslocados da parte antiga de Fez para Hims. Com o tempo, o termo al-Mallah passou a ser usado para designar os bairros judeus de outras cidades marroquinas. Inicialmente nada havia de desrespeitoso no termo e alguns documentos usavam a expressão "mellah dos muçulmanos". Os bairros judeus tinham casas grandes e belas , que serviram de residência como a agentes e embaixadores dos príncipes estrangeiros. No entanto, mais tarde, a etimologia popular atribuía a origem do termo mellah a "terra salgada e maldita" ou um lugar onde os judeus salgavam as cabeças dos rebeldes decapitados, destacando as conotações perjorativas associadas a sal ou salina (mellah).
O mellah de Fez nem sempre logrou proteger os seus habitantes. A 14 de maio de 1465, quase todos eles foram assassinados pelos rebeldes que derrubaram os merínidas. Esse ataque despoletou uma onda de violência contra os judeus em todo o país. A causa primeira de toda essa violência teria sido a nomeação de um judeu para o cargo de vizir.

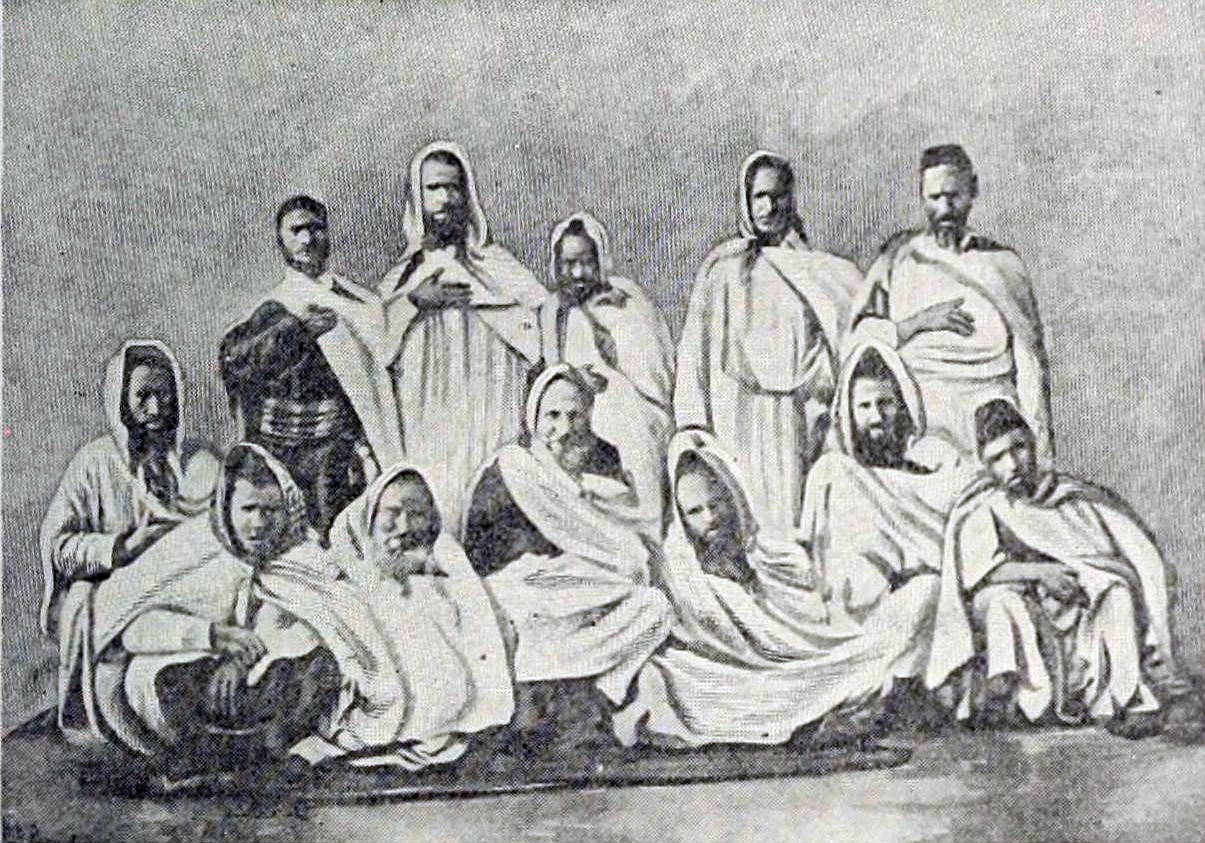
Judeus berberes c. 1900

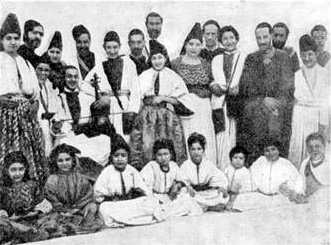
Judeus de Fez c. 1900

### Séculos XVI-XVIII
Durante muito tempo, o mellah de Fez continuou a ser o único existente e só na segunda metade do século XVI, cerca de 1557, o termo mellah aparece em Marraquexe, com o assentamento das populações judias e "judaizadas" procedentes do Atlas e da cidade de Agmate (30 km a leste de Marraquexe), a qual tinha uma antiga comunidade judia importante.
Um francês cativo em Marrocos entre 1670 e 1681 escreveu: «Em Fez e em Marrocos [isto é, Marraquexe], os judeus estão separados do resto dos habitantes, têm os seus próprios bairros independentes rodeados por muros cujas portas estão guardados por homens nomeados pelo rei... No resto das cidades, misturam-se com os mouros.» Em 1791, um viajante europeu descreveu o mellah de Marraquexe: «Tem duas grandes portas, que se encerram regularmente todas as tardes às nove em ponto, depois do qual nenhuma pessoa está autorizada a entrar ou a sair... até... à manhã seguinte. Os judeus têm um mercado próprio...»
Só em 1682 foi fundado um terceiro mellah, na cidade de Mequinez, a nova capital do sultão Mulei Ismail.

### Século XIX
No início do século XIX, cerca de 1807, o sultão Solimão obrigou os judeus da região costeira a mudarem-se para mellahs situadas em Rabate, Salé,  Mogador e Tetuão. Em todas essas cidades os bairros judeus foram chamados mellahs exceto em Tetuão, onde se utilizou o termo espanhol judería (judiaria).
Em Salé, o novo bairro judeu consistia numa larga avenida com 200 casas, 20 lojas e locais comerciais, dois fornos e cerâmica e dois moinhos. Em 1865 foi autorizada a expansão do mellah de Mogador por se encontrar sobrepovoado.
No final do século XIX e nas primeiras décadas do século XX, os judeus endinheirados começaram a mudar-se para os novos bairros (villes nouvelles em francês), projetados segundo esquemas urbanísticos europeus, ficando nos mellahs apenas os mais velhos e as famílias mais pobres.

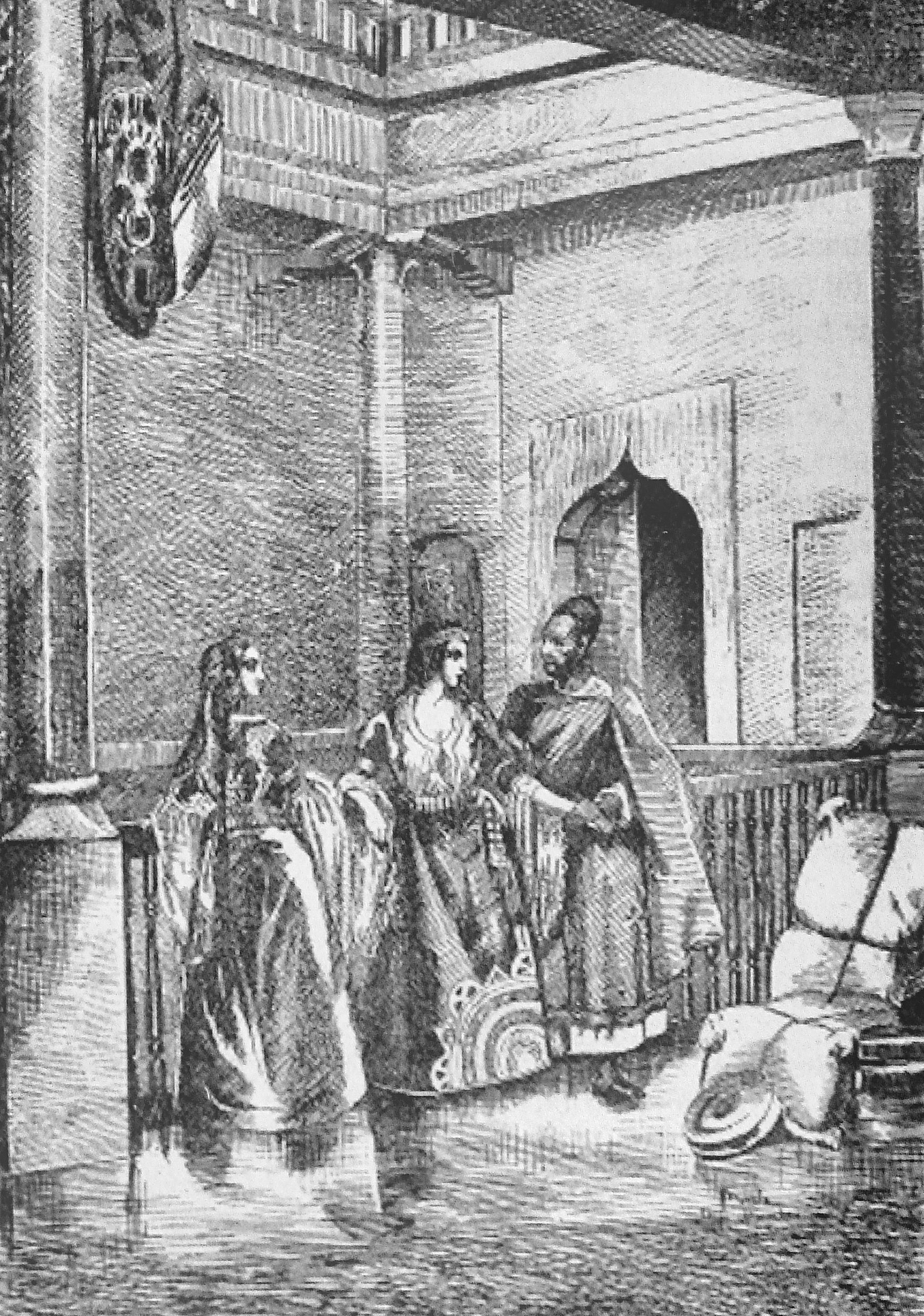
Uma casa judia em Mogador, numa gravura de (1807-1842)

### A partir do século XX
Desde a criação do estado de Israel em 1948, a maioria dos judeus marroquinos emigraram para o novo estado judeu, incentivados pela Agência Judaica. Em resultado disso, atualmente as mellahs que não foram completamente abandonadas estão ocupadas exclusivamente por muçulmanos. Os poucos judeus que ainda vivem em Marrocos residem nos bairros modernos das cidades marroquinas.